# Eugène de Smet
Eugène de Smet (né à Alost, le 31 mai 1787 - mort à Gavre, le 18 janvier 1872) est un homme politique belge de tendance catholique qui fut membre du Congrès National de 1830 et parlementaire.
Il est fils de Jacques de Smet, grand bailli du pays d'Alost, le frère du constituant Joseph-Jean de Smet et le cousin du constituant Camille de Smet.

## Distinctions honorifiques
- Croix de fer.
- Chevalier de l'ordre de Léopold.